# Paphezia
Paphezia é um género de coleópteros da família Erotylidae.